# Johanniterschule (Rottweil)

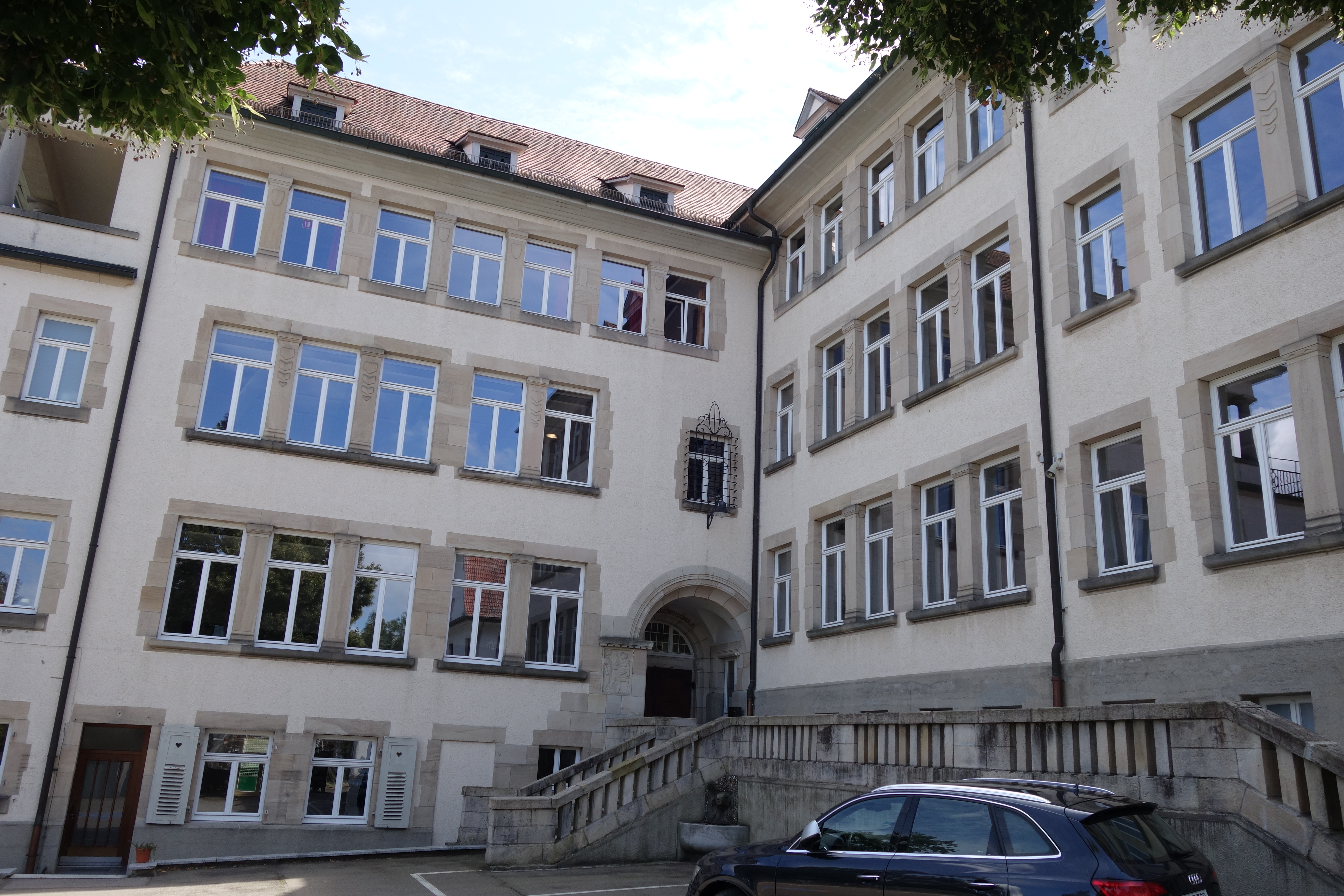
Die Johanniterschule im Jahr 2024

Die Johanniterschule Rottweil wurde 1906 nach Plänen des Architekten Paul Bonatz und dessen jüngerem Bruder Karl fertiggestellt. Das denkmalgeschützte Gebäude ist heute staatliche Grundschule in städtischer Trägerschaft.

## Entstehungszweck
Bei anwachsender Bevölkerung wurde für die Bedürfnisse einer evangelischen Volksschule, einer höheren Mädchenschule (1905) und einer Frauenarbeitsschule östlich der Olgastraße – zwischen Johanniter- und Alleenstraße – von 1904 bis 1906 ein neues Schulhaus gebaut.

## Baugeschichte
Der Auftrag zum Schulhausneubau (1904) nach einem Schulhausentwurf im „Landhausstil“ gehörte zu den ersten eigenständigen Aufträgen der Gebrüder Bonatz. Bei der Umsetzung des Bauplans mussten sie Stadtbaumeister Haug immer wieder Zugeständnisse machen. So wird für das Sichtmauerwerk Haustein statt Keupersandstein („Schönbuchstein“) verwendet. Für die Treppenstufen wird nach Maßgabe von Bonatz Granit verwendet.
Im Inneren sollen in den Hausgängen Plättchen verlegt werden, für die Wandverkleidung auf den Gängen und in den Klassenzimmern „Pitsch Pen“ (Pitch Pine) gewählt. Für den Bodenbelag in den Klassenzimmern wird teils Holz (Langriemen aus Buchenholz, in Asphalt gelegt), teils Linoleum verwendet.
Intensiv beschäftigt sich Bonatz mit der Belichtung des Schulgebäudes und drängt – gegen Änderungswünsche des Gemeinderats – auf die Einhaltung seiner Pläne: „Die Hauptsache ist, dass da, wo die Schüler sitzen, das Licht möglichst ausgiebig ist – … Ich möchte Sie also bitten, … die Fensterordnung wie in den Plänen beizubehalten.“
Zur Außenanlage gehören ein Eckpavillon und die Umfassungsmauer, die 1906 in Auftrag gegeben werden. Bonatz regt eine Bepflanzung des Schulhofs direkt nach Fertigstellung der Schulhofmauer an und hat klare Vorstellungen zu deren Ausgestaltung. Mit Rücksicht auf die Bepflanzung schwebt ihm eine einfache Formgebung für die Mauer vor. Nur der Sockel der Torpfeiler soll aus Granit hergestellt sein. Die Pfeiler selbst sollen einfache Betonformen mit gerundeten Kanten sein. Der „bekrönende Fruchtkorb“ sollte nach dem zeichnerischen Entwurf des Architekten aus Gussstein sein.

## Innenausstattung
Der Rottweiler German Burry (1853–1933), Bildhauer, Altarbauer und Rottweiler Larvenschnitzer führte die hölzerne Innenausstattung aus. Er gestaltete sämtliche Pfeilerverkleidungen der Sitznischen mit Bänken, die Eingangstüren und Glasabschließen, Treppengeländer und Umgebungsarbeiten. Bei der Abnahme urteilte Bonatz über die Arbeiten des Kunstschreiners: Insbesondere sind die Arbeiten des Schreinermeisters und Bildhauers Burry von hier mit wenigen Ausnahmen als mustergültig zu bezeichnen.
Gänge und Treppenhaus werden nach den Wünschen Bonatz’, der sich dem Historismus verpflichtet sieht, mit Gipsabdrücken „berühmter Renaissance-Meister“ geschmückt.

## Kunst am Bau
Der plastische Schmuck am unteren, nach Westen ausgerichteten Portal, also dem Eingang der beiden Mädchenschulen, stammt von dem Rottweiler Bildhauer Karl Kuon. Die Steinreliefs zeigen: „… eine Frauengestalt am Spinnrad, wohl die Göttin ‚Industria‘.“ Die allegorische Darstellung wird auf die Frauenarbeitsschule bezogen. Anstelle antiker Masken treten ortsspezifisch zwei Rottweiler Masken – eine Federhannes- und eine Biss-Larve. Ein Eichhörnchen und eine Katze ergänzen das Programm.
Das Programm der Bildhauerarbeiten am Südportal, also dem Eingang der evangelischen Volksschule schuf German Burry. Die Steinreliefs stellen singende und spielende Kinder sowie eine Eule, einen Raben und Männer- und Frauenfratzen dar.
Das Wandbild an der Nordseite des Schulgebäudes war Auftragsarbeit des Rottweiler Kunstmalers Otto Schwarz (* 1877), eines gebürtigen Stuttgarters, der dort an der Akademie der Bildenden Künste studiert hatte. Seine Entwürfe wurden von Bonatz, der sich mit dem Vorschlag für die Vergabe der Arbeiten an Ulrich Nitschke nicht durchsetzen konnte, heftig kritisiert. Die Ausarbeitung stellt vier Kinder beim Ringelreigen um einen Apfelbaum dar.

## Bedeutung
Bonatz hat als Bewunderer Theodor Fischers der Gestaltung der Innenräume große Bedeutung beigemessen. Von reformpädagogischem Gedankengut beeinflusst war Paul Bonatz darauf bedacht, dass eine angenehme Lernatmosphäre geschaffen wird. So wurden etwa in den „Nischen“ für die Schüler zur Benutzung in den Pausen Bänke aufgestellt.